# Non
Non（ノン、2001年時点の本名:大村 のぞみ（おおむら のぞみ）、1978年5月16日 - ）は、ピアノでの弾き語りを得意とする日本の女性シンガーソングライターである。北海道登別市出身。田辺音楽出版に所属していた。
1997年4月10日に他界した作詞家、大津あきらの最後の弟子である。

## 来歴
1978年5月16日に北海道網走市で出生し、間もなく北海道登別市へ転居、登別市立幌別西小学校、登別市立西陵中学校を経て、1994年4月に北海道室蘭栄高等学校に入学した。
3歳からピアノを始め、高校2年生であった1996年2月に函館市で行われたNHK衛星放送の歌謡番組『BS歌謡塾あなたが一番』北海道大会に出場。ZARDの「二人の夏」（アルバム『揺れる想い』収録曲）を歌い、準グランプリを受賞する。大会の審査員の一人であった大津あきらが歌唱力を高く評価したことから、札幌の大学への進学を諦め、高校卒業後に上京することを決意した。その後、彼女は大津と反対する両親を説得し、高校に通いながら大津と共に作品作りを開始した。
しかし、高校を卒業して上京した直後の1997年4月10日、大津が4曲の作詞楽曲を制作したところで直腸ガンにより47歳で急逝する。その後も彼女は精力的に楽曲制作やボイス・トレーニングを続けた。同年9月にはハウステンボスで開催された第21回長崎歌謡祭にTBSの推薦で出場し、大津の遺作「Dear Friends」で決勝進出を果たした。同年10月からはLe Coupleのバック・コーラスとして全国各地を飛び回り、翌1998年4月22日、シングルCD「Dear Friends」をテイチクのgo-to recordsレーベルから発売し、念願のメジャーデビューを果たした。
デビュー当初から毎年40本前後の「ピアノ弾き語りライブ」をこなし、1999年4月からはSTVラジオの深夜番組『アタヤンPUSH!』のパーソナリティとして活躍、着実にファンを増やしていった。同年6月23日に発売された3枚目のシングルCD「夢を忘れないで」はスマッシュ・ヒットを飛ばし、エフエム仙台、エフエム大阪、NACK5などのラジオ局でもレギュラー番組を持つようになった。
1999年8月4日に発売された4枚目のシングルCD「星の線路」はNHKの連続テレビ小説『すずらん』のイメージソングとして採用され（本編中の挿入歌としては起用されなかった）、彼女の透明感のある歌声を全国に大きくアピールした。続く2000年2月23日に発売された5枚目のシングルCD「握手」では、同じ北海道出身のシンガーソングライターである中島みゆきが詞を提供している。同年8月4日には室蘭音楽文化協会から第1回室蘭音楽賞を受賞した。
2001年4月に7枚目でかつ現時点で最後のシングルとなる「too little palms」を発売した。カップリングに青森県のイメージソングとして発表された楽曲「青い森のメッセージ」を収録している。同年7月には現時点で最後のアルバムとなる『Treatment』を発売した。レコード会社との契約終了により、ライブ活動などに重点を置くようになる。また、2001年に出身校の幌別西小学校の開校50周年記念行事として、「握手」など3曲を歌った「NONさんふれあいコンサート」を実施したことがある。その際「握手」は生徒たちと合唱した。2003年2月に第5回アジア冬季競技大会のイメージソング「いのちのはばたき」を歌唱するなど（未商品化）、青森県に関連する活動も行った。
2004年にラジオ番組のDJを担当した後、同年12月19日にグランベリーモールで開催したミニコンサートをもって、表舞台から姿を消している。

## ディスコグラフィ
テイチクエンタテインメント内のgo-to recordsレーベルから発売

### シングル
| No. | 発売日         | タイトル          | C/W曲                                            | 型番       | 備考 |
| --- | -------------- | ----------------- | ------------------------------------------------ | ---------- | --- |
| 1   | 1998年4月22日  | Dear Friends      | 一番好きな夜                                     | TEDN-51001 | ｰ |
| 2   | 1998年10月21日 | 星空 ～会いたい～ | Because of you                                   | TEDN-51005 | - |
| 3   | 1999年6月23日  | 夢を忘れないで    | I hope so ～明日へ～                             | TEDN-51009 | - |
| 4   | 1999年8月4日   | 星の線路          | 大切な友達                                       | TEDN-51010 | 「星の線路」はNHK連続テレビ小説『すずらん』イメージソング                                                    |
| 5   | 2000年2月23日  | 握手              | Birthday Song Dear Friends (Anniversary Version) | TECN-12607 | 初のマキシシングル。 「握手」はNHKテレビ『スタジオパークからこんにちは』エンディング・テーマ、中島みゆき作詞 |
| 6   | 2000年10月25日 | サンダル          | I wish…                                          | TECN-10681 | - |
| 7   | 2001年4月25日  | too little palms  | silhouette 青い森のメッセージ                    | TECN-11711 | 「青い森のメッセージ」は青森県民の歌                                                                         |

### アルバム
| No. | 発売日         | タイトル        | 型番       | 備考                                                                                           |
| --- | -------------- | --------------- | ---------- | ---------------------------------------------------------------------------------------------- |
| 1   | 1998年11月21日 | 素直            | TECN-30468 | 1st・2ndシングルを収録。1stシングル「Dear Friends」はNew classic versionでの収録               |
| 2   | 1999年11月21日 | beside          | TECN-30593 | 3rd・4thシングルを収録。3rdシングル「夢を忘れないで」はNew Lotin Versionでの収録               |
| 3   | 2001年7月25日  | Treatment       | TECN-30721 | 5th～7thシングルを収録。5thシングル「握手」はwith friends versionでの収録                      |
| 4   | 2013年1月23日  | Non GOLDEN☆BEST | TECE-1126  | オリジナルアルバム未収録のものも含めて全シングルの表題曲とカップリングを収録したベストアルバム |

## 出演

### ラジオ
- NonのアタヤンPUSH!（STVラジオ） 1999年 - 2001年9月
- Dearキャンバス もも色･Nonカラー（文化放送） 2004年1月 - 2004年9月

| 文化放送 火曜26:30-27:00枠 | 文化放送 火曜26:30-27:00枠       | 文化放送 火曜26:30-27:00枠 |
| 前番組                     | 番組名                           | 次番組                     |
| -------------------------- | -------------------------------- | -------------------------- |
| ピコマコの烏龍茶ナイト     | Dear キャンパスもも色・Nonカラー | つきよみのハイカラ♪ラヂオ  |